# Фантанеле (Галац)
Фантанеле (рум. Fântânele) насеље је у Румунији у округу Галац у општини Скантејешти. Oпштина се налази на надморској висини од 118 m.

## Становништво
Према подацима из 2011. године у насељу је живело 1768 становника.